# Steinkreise von Hethpool

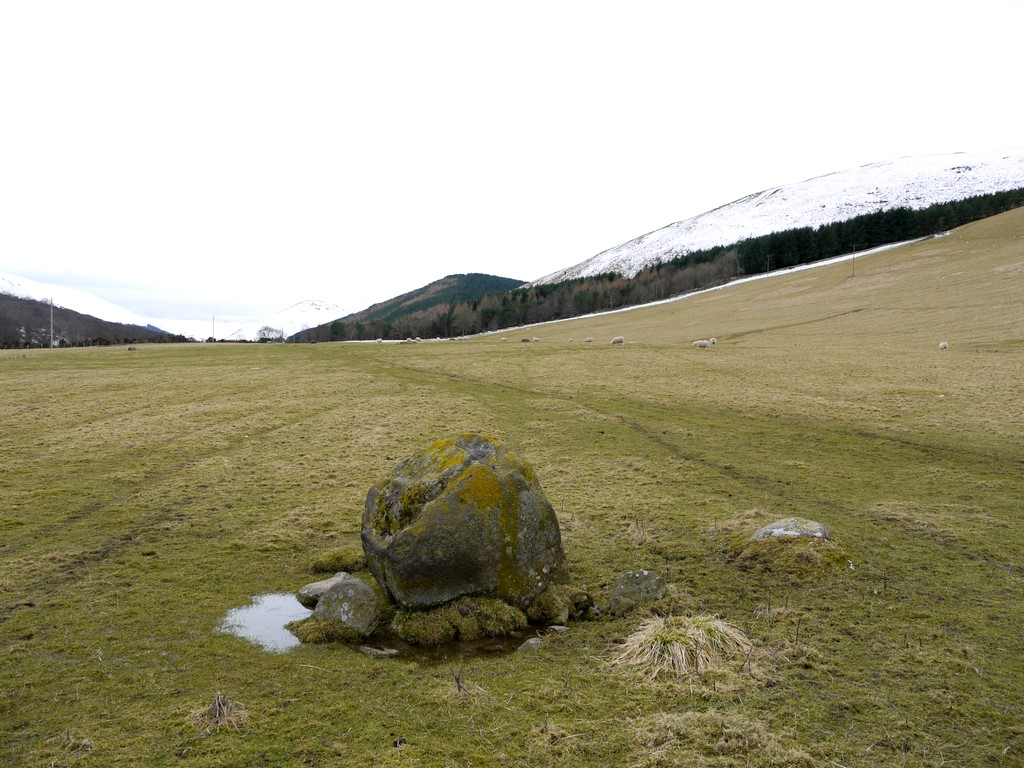
Südkreis – links am Rand der Wiese

Die Steinkreise von Hethpool (englisch Hethpool Stone Circles) liegen im Tal des College Burn, einem Nebenfluss des River Glen, etwa südlich von Hethpool, westlich von Wooler in Northumberland in England.
Die eng benachbarten, seit 1979 geschützten Steinkreise gehören zu den größten des Landes und sind das einzige Beispiel für große Steinkreise in Northumberland. Solche Kreise sind im Norden Englands äußerst selten. Obwohl der Fundplatz nicht genau datiert wurde, deutet sein Stil darauf hin, dass es sich um frühe Steinkreise handelt.
Das Monument besteht aus zwei Steinkreisen auf einer Flussterrasse am oberen Ende des Collegetals. Die sichtbaren Steine bilden einen ruinierten Kreis im Süden, während sich eine Gruppe liegender Steine im Norden befindet. Mindestens sieben Steine liegen, weitere sechs Steine der nördlichen Gruppe wurden bei Sondierungen unter der Erde gefunden. Die größten Steine sind einen Meter hoch. Einige weisen Verkeilsteine um ihre Basen auf, was bedeutet, dass sie sich noch in situ befinden. Das Gelände ist von Graten und Furchen durchzogen, was darauf hinweist, dass hier im Mittelalter ein Feld gepflügt wurde. Zu dieser Zeit wurden viele der Steine verlagert.
Das südliche Oval hat einen Durchmesser von etwa 61,0 auf 42,7 m mit einem durchschnittlichen Abstand von 16,0 bis 20,0 m zwischen den einzelnen Steinen. Das nördliche Oval misst etwa 60,0 m mal 45,0 m.
Einer der Steine ist mit Cup-and-Ring-Markierungen verziert.
Das bronzezeitliche Milfield Henge liegt in der Nähe der Steinkreise von Hethpool.